# Straža (Srebrenik)
Pour les articles homonymes, voir Straža.
Straža (en cyrillique : Стража) est un village de Bosnie-Herzégovine. Il est situé dans la municipalité de Srebrenik, dans le canton de Tuzla et dans la fédération de Bosnie-et-Herzégovine. Selon les premiers résultats du recensement bosnien de 2013, il compte 262 habitants.

## Histoire
Sur le territoire du village se trouve le site préhistorique de Grabovik, où ont été mis au jour des vestiges de fortification ; l'ensemble est inscrit sur la liste des monuments nationaux de Bosnie-Herzégovine.

## Démographie

### Évolution historique de la population dans la localité
| 1948 | 1953 | 1961 | 1971 | 1981 | 1991 | 2013 |
| ---- | ---- | ---- | ---- | ---- | ---- | ---- |
| -    | -    | 468  | 593  | 560  | 478  | 262  |

|  |